# Balbisia gracilis
Balbisia gracilis är en tvåhjärtbladig växtart som först beskrevs av Franz Julius Ferdinand Meyen, och fick sitt nu gällande namn av A. T. Hunziker och Arizaespinar. Balbisia gracilis ingår i släktet Balbisia och familjen Vivianiaceae. Inga underarter finns listade i Catalogue of Life.